# Tatsuya Morita
Tatsuya Morita (jap. 守田 達弥, Morita Tatsuya; * 3. August 1990 in der Präfektur Chiba) ist ein japanischer Fußballspieler.

## Karriere
Tatsuya Morita erlernte das Fußballspielen in der Schulmannschaft der Narashino High School. Seinen ersten Vertrag unterschrieb er 2009 bei Kyōto Sanga. Der Verein aus Kyōto im Südwesten der japanischen Hauptinsel Honshū spielte in der höchsten Liga des Landes, der J1 League. Von Juni 2012 bis Januar 2014 wurde er an Kataller Toyama ausgeliehen. Der Club aus Toyama spielte in der zweiten Liga, der J2 League. 2014 wurde er vom Erstligisten Albirex Niigata aus Niigata verpflichtet. Hier stand er bis Ende 2017 unter Vertrag und absolvierte 106 Erstligaspiele. Matsumoto Yamaga FC, ein Zweitligist aus Matsumoto, verpflichtete ihn ab der Saison 2017. 2018 wurde er mit Matsumoto Meister der zweiten Liga und stieg in die erste Liga auf. Nach insgesamt 70 Spielen für Matsumoto unterschrieb er Anfang 2020 einen Vertrag beim Erstligisten Sagan Tosu in Tosu. In seiner ersten Saison bei Sagan stand er achtmal im Tor. Im Juli 2022 wechselte er auf Leihbasis zum ebenfalls in der ersten Liga spielenden Kashiwa Reysol. Nach der Ausleihe wurde er im Februar 2023 fest von Kashiwa unter Vertrag genommen. Nach zwei Spielzeiten, in denen er sechs Ligaspiele bestritt, wechselte er im Januar 2025 zu dem ebenfalls in der ersten Liga spielenden FC Machida Zelvia.

## Erfolge
Matsumoto Yamaga FC
- Japanischer Zweitligameister: 2018  ▲